# Maurits
Maurits eller Mauritz är ett mansnamn och en kortform av Mauritius som var den ursprungliga latinska formen av namnet.  Det betyder "man med moriskt (mörkt) utseende", eller "man från Mauretanien". Namnet började användas inom adeln i Sverige på 1400- och 1500-talen. En vanlig smekform av namnet är Moje.
Den 31 december 2012 fanns det 5 808 personer folkbokförda i Sverige med förnamnet Maurits eller Mauritz, varav 616 hade det som förstanamn/tilltalsnamn. De flesta stavar namnet med z.
Namnsdag i Sverige: 22 september  (sedan 1830). I den finlandssvenska namnsdagslängden har Mauritz namnsdag 22 september sedan starten 1929, då en egen namnsdagskalender togs i bruk för finlandssvenskar.

## Personer med namnet Maurits/Mauritz
- Mauritz Andersson, brottare, OS-silver 1908
- Mauritz Cramær, journalist, dramatiker och sångtextförfattare
- Mauritz Edström, författare och journalist
- Mauritz Eriksson, sportskytt, OS-guld i lag 1912
- Maurits Cornelis Escher, holländsk konstnär och grafiker
- Mauritz Frohm, arkitekt
- Maurits Hansen, norsk författare
- Mauritz Klingspor, militär och politiker
- Mauritz Larsson, uppfinnare, entreprenör och konstnär
- Maurits Reinhold Sahlin, jurist och ämbetsman
- Mauritz Sandin, redaktör
- Mauritz Stensson Leijonhufvud, greve och riksråd
- Mauritz Stiller, filmregissör på 1910- och 1920-talet.
- Mauritz Strömbom, skådespelare
- Mauritz Vellingk, greve och diplomat
- Mauritz Västberg, politiker (S), riksdagsledamot